# Ялова, Мария Васильевна
Мария Васильевна Ялова (род. 15 ноября 1981) — казахстанская футболистка, нападающая, мастер спорта международного класса Республики Казахстан. Выступала за сборную Казахстана.

## Игровая карьера
Играла как в нападении, так и в полузащите.
В составе «Алма-КТЖ» шесть раз была чемпионом Казахстана.
В 2003 году дебютировала в играх Кубка УЕФА против «Кардифa». В играх Кубка УЕФА провела не менее 30 игр, забила не менее 19 голов.
В 2009 году в течение трех месяцев играла в составе витебского Университета в играх кубка УЕФА.
В составе СШВСМ-Кайрат в 2009 и 2010 также была чемпионом Казахстана.

## Карьера в сборной
Выступала за сборную Казахстана с 1997 года. Дебют произошёл в игре со сборной Южной Кореи на Кубке Азии в китайском городе Гуанчжоу.
Первый гол за сборную Казахстана забила 7 ноября в 1999 году в ворота сборной Гонконга (8:0) на Кубке Азии, прошедшим в филиппинском городе Баколод. В этом же матче Мария Ялова оформила первый хет-трик. 15 ноября 1999 году на своем день рождения ей удалось забить пять мячей в матче против сборной Гуама (8:0).
24 августа 2003 года забила первый гол сборную Казахстана под эгидой УЕФА — в первом матче отборочного турнира Чемпионата Европы в ворота сборной Эстонии (2:3).